# Lý Đông Sinh
Lý Đông Sinh (giản thể: 李东生; phồn thể: 李東生) (sinh tháng 12 năm 1955), là thứ trưởng Bộ Công an Trung Quốc và là ủy viên Ban chấp hành trung ương Đảng Cộng sản Trung Quốc khóa 18.
Lý Đông Sinh đã học khoa báo chí tại Đại học Phục Đán. Sau đó ông công tác tại Đài Truyền hình Trung ương Trung Quốc, lên đến chức Phó Giám đốc. Năm 2000, ông là Giám đốc đài phát thanh, truyền hình và điện ảnh quốc gia, là phó bí thư. Năm 2002, trở thành Phó Trưởng ban Tuyên giáo Trung ương Đảng Cộng sản Trung Quốc. Năm 2009, ông chuyển sang làm Thứ trưởng Bộ Công an.
Ngay sau khi chính trị gia quyền lực Chu Vĩnh Khang về hưu, Lý Đông Sinh đã mai mối ông Chu với người vợ thứ hai, là một đồng nghiệp cũ của mình ở đài truyền hình quốc gia CCTV. Đó là lý do sự nghiệp của Thứ trưởng Bộ công an Lý Đông Sinh thăng tiến một cách nhanh chóng và bất thường.
Trong Bộ Công an, Lý giám sát Phòng 610, tức là chịu trách nhiệm về cuộc trấn áp Pháp Luân Công ông được cho là đã dàn dựng màn kịch về sự kiện xảy ra ở Thiên An Môn vào tháng 1 năm 2001, trong đó năm học viên Pháp Luân Công bị cho là đã tự thiêu, để tuyên truyền chống lại Pháp Luân Công
Trong tháng 12 năm 2013, phương tiện truyền thông Trung Quốc đưa tin Lý Đông Sinh đã bị điều tra vì "vi phạm nghiêm trọng luật pháp và kỷ luật."
Theo một thông báo từ ĐCSTQ ngày 20/12 trên trang Baidu, Lý Đông Sinh, Giám đốc phòng 610 chuyên trách đàn áp Pháp Luân Công đang bị điều tra. Trang web tìm kiếm lớn nhất tại Trung Quốc này đã cho phép xuất hiện một số thông tin kiểm duyệt về cuộc đàn áp Pháp Luân Công vào ngày 22/12
Với cương vị là phó giám đốc Phòng 610, chịu trách nhiệm tuyên truyền, Lý Đông Sinh được cho là đã dàn dựng màn kịch vụ tự thiêu ở Thiên An Môn vào tháng 1 năm 2001, trong đó năm học viên Pháp Luân Công bị cho là đã tự thiêu. Truyền hình Trung ương Trung Quốc ngay lập tức bắt đầu phát sóng một đoạn video tuyên truyền về các nhân vật tự cho là đã tự thiêu.